# Zuhra
Zuhra je žensko osebno ime.

## Izvor imena
Zuhra je muslimansko ime, ki izhaja iz turškega imena Zühre, to pa iz arabskega Zuhrä v pomenu »planet Venera, zvezda Danica«. Imenu Zuhra so torej poimensko sorodna imena Astra, Danica, Estera, Stela, Zvezda, Zvezdana.

## Različice imena
Zuhrana, Zuhrija, Zuhrijeta

## Pogostost imena
Po podatkih Statističnega urada Republike Slovenije je bilo na dan 31. decembra 2007 v Sloveniji število ženskih oseb z imenom Zuhra: 61.